# ○○の父一覧 は行
○○の父一覧 は行（まるまるのちちいちらん はぎょう）は、ウィキペディア日本語版の記事「○○の父一覧」に存在する「〇〇の父」と比喩的に呼ばれている人物の内、は行に分類される人物の一覧である。

## は
- チャーリー・パーカー - モダン・ジャズの父[1][2]
- フランシス・ウェーランド・パーカー - 進歩主義教育の父、進歩主義教育運動の父[3][4]
- ノーマン・パーキンソン - ファッション写真の父[5][6]
- エドマンド・バーク - 保守主義の父[7][8]
- ジョン・ウィリアム・バージェス - アメリカ政治学の父[9][10]
- クラレンス・バーズアイ - 冷凍食品の父、Father of the Frozen Foods Industry （冷凍食品産業の父）[11][12]
- ウィリアム・バード - ブリタニア音楽の父[13][14][15]
- ウィリアム・K・バートン - 日本衛生工学の父[16][17]
- ティム・バーナーズ＝リー - WWWの父、ウェブの父[18][19]
- チェスター・バーナード - 近代組織論の父[20][21]
- エドワード・バーネイズ - 広報の父、現代広報の父、PRの父、パブリック・リレーションズの父[22][23][24][25][26]
- フリッツ・ハーバー - 生物兵器の父、毒ガス開発の父[27][28]
- ウィリアム・ハーベー - 近代生理学の父[29]
- ダーダーサーヘブ・パールケー - インド映画の父[30][31]
- ナム・ジュン・パイク - ビデオアートの父[32][33]
- イブン・ハイサム - 光学の父[34][35]
- フランツ・ヨーゼフ・ハイドン - 交響曲の父、弦楽四重奏の父[36][37][38]
- バド・パウエル - モダン・ジャズ・ピアノの父[39][40]
- カール・ハウスホーファー - ドイツ地政学の父[41][42]
- 芳賀矢一（はが・やいち） - 国文学の父[43]
- 萩原朔太郎（はぎわら・さくたろう） - 日本近代詩の父[44][45]
- アンドレ・バザン - ヌーヴェル・ヴァーグの父[46][47]
- ジョージ・バス（英語版） - 水中考古学の父[48][49]
- Earl Bascom（アール・バスコン） - Father of Modern Rodeo（現代ロデオの父）、Father of Rodeo Bareback Riding（ロデオ曲乗りの父）、Father of Brahma Bull Riding（バラモンブルライディングの父）、Fathers of Mississippi Rodeo（ミシシッピロデオの父）[50][51][52]
- Weldon Bascom（ウェルダン・バスコン） - Fathers of Mississippi Rodeo（ミシシッピロデオの父）[52]
- ルイ・パスツール - 近代細菌学の父[53][54]
- ジェームズ・バズビー - オーストラリアのワイン用ブドウ栽培の父、オーストラリアワインの父[55][56][57]
- 長谷川謹介（はせがわ・きんすけ） - 台湾鉄道の父[58][59]
- 長谷川伸（はせがわ・しん） - 大衆文学の父[60][61]
- ジョン・バチェラー - アイヌの父[62][63]
- ルカ・パチョーリ - 会計の父、近代会計学の父[64][65][66]
- ジョン・バッカス - FORTRANの父[67][68]
- Phil H. Bucklew（フィリップ・H・バックリュー） - Father of Naval Special Warfare（海軍特殊戦の父）[69][70]
- ホセ・バッジェ・イ・オルドーニェス - 近代ウルグアイの父[71][72]
- 八田一朗（はった・いちろう） - 日本レスリング界の父[73][74]
- 八田與一（はった・よいち） - ダム建設の父、嘉南大圳の父、台湾農業の父[75][76][77][78][79]
- ヨハン・セバスティアン・バッハ - 音楽の父[80][81][82]
- 花岡正庸（はなおか・まさつね） - 秋田清酒の父、秋田の酒造りの父、秋田吟醸酒の父、秋田酒の父[83][84][85][86]
- ゲオルギオス・パパニコロウ - 細胞診の父、Father of Modern Cytopathology（現代細胞病理学の父）[87][88]
- チャールズ・バベッジ - コンピュータの父[89][90]
- 濱田耕作（はまだ・こうさく） - 考古学の父、日本考古学の父[91][92][93]
- 浜田彦蔵（はまだ・ひこぞう） - 新聞の父[94][95]
- リチャード・ハミルトン - ポップアートの父[96][97]
- 早川徳次（はやかわ・のりつぐ） - 地下鉄の父[98][99]
- 林市蔵（はやし・いちぞう） - 民生委員の父[100][101]
- 早田文藏（はやた・ぶんぞう） - 台湾植物の父[102][103]
- アルブレヒト・フォン・ハラー - the father of modern physiology（近代生理学の父）、実験生理学の父[104][105][106]
- パラケルスス - 毒性学の父、近代医学の父[107][108]
- Farhad Varasteh（ファハド・バラステ） - the father of Iranian karate（イラン空手の父）[109]
- 原胤昭（はら・たねあき） - 更生保護事業の父、免囚保護の父[110][111]
- クーンラート・ハラタマ - 日本近代化学の父、日本の化学の父[112][113]
- 原乙未生（はら・とみお） - 日本戦車の父[114][115][116]
- ジョン・バリー (軍人)（英語版） - アメリカ海軍の父[117][118][119]
- コーデル・ハル - 国際連合の父[120][121][122]
- ゲオルグ・バルティシュ（英語版） - The Father of Ophthalmology（眼科学の父）[123]
- アンブロワーズ・パレ - 近代外科の父[124][125]
- ジョヴァンニ・ダ・パレストリーナ - 教会音楽の父[126][127][128]
- ジェフリー・バワ - トロピカルモダニスト建築の父、father of tropical modernism（トロピカルモダニズムの父）、スリランカ建築の父[129][130][131][132][133]
- アルバート・ハワード（英語版） - 有機農業の父[134][135]
- ルーク・ハワード - 気象学の父[136][137]
- ニルス・エリック・バンク＝ミケルセン - ノーマライゼーションの父[138][139]
- 方定煥（パン・ジョンファン） - 韓国児童文学の父[140][141]
- ジョン・ハンター - 近代外科医の父、実験医学の父[142][143]
- Jefferson Hunt（ジェファーソン・ハント） - the Father of San Bernardino Country（サンバーナーディーノ郡の父）[144][145]
- W・C・ハンディ - ブルースの父[146][147]

## ひ
- ウィリアム・ビアーズ - 近代ラクロスの父[148][149]
- ジャン・ピアジェ - 発達心理学の父[150][151]
- ジョージ・ピーボディ - father of modern philanthropy（近代慈善家の父）[152][153]
- シン・ピーラシー - タイ近代美術の父[154][155]
- ユゼフ・ピウスツキ - ポーランド建国の父[156][157]
- フランソワ・ビエト - 代数学の父[158]
- マリー・フランソワ・グザヴィエ・ビシャ - 組織学の父[159][160]
- オットー・フォン・ビスマルク - ドイツ建国の父[161][162]
- 比田井天来（ひだい・てんらい） - 現代書道の父[163]
- ピタゴラス - 菜食主義の父[164][165]
- 常陸山谷右エ門（ひたちやま・たにえもん） - 日本近代相撲の父[166]
- 肥田浜五郎（ひだ・はまごろう） - 造船の父[167][168]
- ジョー・ヒッグス - レゲエの父[169][170]
- フランシスコ・デ・ビトリア - 国際法の父[171]
- フィリップ・ピネル - 近代精神医学の父[172][173]
- ヒポクラテス - 医学の父[174][175]
- ウィリアム・ヒューソン - 血液学の父[176][177]
- 平井信四郎（ひらい・のぶしろう） - 可児郡開発の父[178][179]
- 平沼亮三（ひらぬま・りょうぞう） - 市民スポーツの父[180][181]
- 平野運平（ひらの・うんぺい） - ブラジル移民の父、移民の父[182][183]
- ローランド・ヒル - 近代郵便の父[184]
- ダフィット・ヒルベルト - 現代数学の父[185][186]
- モーリス・ヒルマン - 現代ワクチンの父[187][188]
- 廣井勇（ひろい・いさみ） - 港湾工学の父[189][190]
- ジェフリー・ヒントン - 深層学習の父[191][192]

## ふ
- エドワード・ファイゲンバウム - father of expert systems（エキスパートシステムの父）[193][194]
- トニー・ファデル - iPodの父[195][196]
- ハッサン・ファトヒー - 中東建築の父[197][198]
- プンペウ・ファブラ - 現代カタルーニャ語の父[199][200]
- アンリ・ファヨール - 管理原則の父[201]
- マイケル・ファラデー - 電気の父[202][203]
- べニート・フアレス - 改革の父、メキシコ建国の父[204][205]
- ヘンリー・フィールディング - イギリス小説の父[206][207]
- アレクサンドル・プーシキン - ロシア文学の父、ロシア近代文学の父[208][209]
- ヘルマン・ブールハーフェ - 臨床医学・ベッドサイド教育の父、臨床医学教育の父[210][211]
- レジナルド・フェッセンデン - ラジオ放送の父[212][213]
- ピエール・ド・フェルマー - 数論の父[214][215]
- エンリコ・フェルミ - 原爆の父、量子電気力学の父[216][217][218]
- ジョン・ウィリアム・フェントン - 日本の吹奏楽の父[219][220]
- アンゼルム・フォイエルバッハ - 近代刑法学の父[221][222]
- カール・フォン・フォイト（英語版） - 近代栄養学の父[223][224]
- スヴェン・フォイン - 近代捕鯨の父[225][226]
- スコット・フォーストール - iOSの父[227][228]
- ピエール・フォシャール - 近代歯科医学の父[229][230]
- スティーブン・フォスター - アメリカ音楽の父、アメリカ民謡の父[231][232]
- カール・エルンスト・フォン・ベーア - 発生学の父[233][234]
- 深見東州（ふかみ・とうしゅう、本名：半田晴久（はんだ・はるひさ）） - 日本のブラインドゴルフの父[235][236]
- 福井英一郎（ふくい・えいいちろう） - 日本の気候学の父[237]
- 福沢諭吉（ふくざわ・ゆきち） - 民主主義の父[238]
- 福島邦彦（ふくしま・くにひこ） - 深層学習の父、ディープラーニングの父[239][240][241]
- 福田元吉（ふくだ・もときち） - ホテルパンの父[242][243]
- 福羽逸人（ふくば・はやと） - 日本のいちごの[244][245]
- 普久原朝喜（ふくはら・ちょうき） - 沖縄民謡の父、沖縄新民謡の父[246][247]
- 藤井能三（ふじい・のうぞう） - 伏木港開港の父[248][249]
- 藤岡市助（ふじおか・いちすけ） - 日本の電気界の父、電力の父[250][251]
- 藤岡継平（ふじおか・つぐひら） - 国史教科書編纂の父[252][253]
- 藤田田（ふじた・でん） - 日本のハンバーガーの父[254][255]
- 藤田信男（ふじた・のぶお） - 法政野球部の父、法大野球部の父[256][257]
- 藤永元作（ふじなが・もとさく） - エビ養殖の父、クルマエビの父[258][259][260]
- 藤原利三郎（ふじわら・りさぶろう） - りんご栽培の父[261][262]
- ノーラン・ブッシュネル - テレビゲームの父[263][264]
- 船越義珍（ふなこし・ぎちん） - 近代空手道の父[265][266]
- ルイ・ブライユ - 点字の父[267][268]
- ヴェルナー・フォン・ブラウン - ロケットの父、アメリカ宇宙開発の父[269][270][271]
- チャールズ・ブロックデン・ブラウン - アメリカ小説の父[272][273]
- ヘンリー・フラグラー - The Father of Miami（マイアミの父）[274][275]
- グリーン・バーディマン・ブラック - 近代歯科医学の父[276][277]
- ロバート・フラハティ - ドキュメンタリーの父、ドキュメンタリー映画の父[278][279]
- ペータ・フランク - 社会医学の父[280][281]
- マックス・プランク - 量子論の父[282][283]
- ベンジャミン・フランクリン - アメリカの建国の父、すべてのヤンキーの父、アメリカン・ヒューマニズムの父[284][285][286]
- ルイ・ル・プランス - 映画の父[287]
- フランソワ1世 - フランス・ルネサンスの父[288]
- リチャード・ブラントン - 日本の灯台の父[289][174][290]
- セオドア・フリードマン - 遺伝子治療の父[291]
- ミルトン・フリードマン - 新古典派経済学の父[292]
- ダン・ブリックリン - 表計算ソフトの父[293][294]
- チャールズ・フリント - father of trusts（信託の父）[295][296]
- ブルース・リー - 総合格闘技の父[297][298]
- ウィリアム・フルード - 近代造船学の父、船舶流体力学の父[299][300][301]
- ピエール・ジョゼフ・プルードン - 無政府主義の父[302]
- グイド・フルベッキ - 近代日本建設の父、早稲田大学建学の父[303][304][305]
- フリードリヒ・フレーベル - 幼児教育の父、幼稚園の父[306][307]
- ムンシー・プレームチャンド - ヒンディー語小説の父、ウルドゥー語小説の父、father of modern Urdu literature（近代ウルドゥー語文学の父）、father of modern Indian fiction（近代インドの小説の父）[308][309][310]
- ブレック・ル・ラット（本名 : ザビエル・プルー） - ステンシル・グラフィティの父[311][312]
- ゲオルギー・プレハーノフ - ロシア・マルクス主義の父[313][314]
- ジークムント・フロイト - 精神分析学の父[315][316]
- Francisco M. Fronda（フランシスコ・M・フロンダ） - Father of Poultry Science in the Philippines（フィリピンの家禽科学の父）[317]
- フワーリズミー - 代数学の父[318][319]
- カジミエシュ・プワスキ - 米国騎兵隊の父[320][321]
- アレクサンダー・フォン・フンボルト - 近代地理学の父[322][323]

## へ
- ラルフ・ベア - 家庭用ビデオゲーム機の父、テレビゲームの父[324][325][326]
- ヴィック・ヘイズ - Father of Wi-Fi（Wi-Fiの父）[327][328]
- ウィリアム・ベヴァリッジ - 福祉国家の父[329]
- レオ・ベークランド - プラスチックの父[330][331]
- フランシス・ベーコン - 近代科学の父、イギリス経験論の父[332][333]
- ヨハン・ヘートヴィヒ - 蘚苔類学の父[334]
- ヨハン・ハインリヒ・ペスタロッチ - 民衆教育の父、近代教育の父[335][336][337][338]
- マックス・フォン・ペッテンコーファー - 近代衛生学の父、環境医学の父、実験衛生学の父[339][340][341]
- ウィリアム・ペティ - 経営学の父[342][343]
- ポール・ヘニングセン（英語版） - 近代照明の父[344][345]
- ヌルシアのベネディクトゥス - 西欧修道士の父、西欧修道制の父[346][347]
- チャック・ベリー - ロックの父[348][349]
- マシュー・ペリー - 蒸気海軍の父、蒸気軍艦の父[350][351][352]
- アレクサンダー・グラハム・ベル - 電話の父[353][354]
- オズワルド・ベルケ - 近代空中戦の父[355][356]
- エルヴィン・フォン・ベルツ - 日本近代医学の父、日本医学の父、近代医学導入の父、日本の温泉医学の父[357][358][359][360][361][362]
- テオドール・ヘルツル - シオニズムの父、イスラエル建国の父[363][364]
- クラウス・ヘルト - ヴッパータール哲学の父[365]
- クロード・ベルナール - 近代生理学の父、生理学の父[366][367]
- ヨハン・フリードリヒ・ヘルベルト - 近代教育学の父[368]
- ヘンドリク・ペトルス・ベルラーヘ - オランダ近代建築の父[369][370]
- エクトル・ベルリオーズ - 近代管弦楽の父[371][372]
- オーギュスト・ペレ - コンクリートの父[373][374]
- ヘロドトス - 歴史の父[375][376]
- アーサー・ペン - アメリカン・ニューシネマの父[377]
- ダヴィド・ベン＝グリオン - イスラエル建国の父[378][379]
- ジョセフ・ヘンリー - Father of Weather Forecasting（気象予報の父）[380]
- ヘンリー仲宗根（ヘンリー・なかそね） - 沖縄熱帯果樹の父[381][382]

## ほ
- フランツ・ボアズ - アメリカ人類学の父[383][384]
- ギュスターヴ・エミール・ボアソナード - 日本近代法の父[385][386]
- ウォルト・ホイットマン - 自由詩の父[387][388]
- クリスチャン・ホイヘンス - 時計学の父、機械時計の父[389][390]
- エドガー・アラン・ポー - 推理小説の父[391][392]
- ニールス・ボーア - 量子力学の父、現代物理学の父[393][394]
- ジョン・ボーグル - インデックス・ファンドの父[395][396]
- ジャガディッシュ・チャンドラ・ボース – 無線科学の父[397][398]
- ホー・チ・ミン - ベトナム建国の父[399][400]
- ゲイル・ボーデン - 近代乳業の父[401][402]
- シャルル・ボードレール - 近代詩の父[403][404]
- ライナス・ポーリング - 現代化学の父[405][406]
- ノーマン・ボーローグ - 緑の革命の父[407][408]
- ウィリアム・ホガース - イギリス絵画の父[409][410]
- ポール・ボキューズ - 現代フランス料理の父、ヌーベル・キュイジーヌの父[411][412][413]
- 星野愷（ほしの・やすし） - 磁気テープの父[414][415]
- 堀田正睦（ほった・まさよし） - 開国の父[416][417]
- 穂積重遠（ほづみ・しげとお） - 日本家族法の父[418][419]
- アンドレス・ボニファシオ - フィリピン革命の父[420][421]
- アルベルト・ホフマン - LSDの父[422][423]
- シモン・ボリバル - ラテンアメリカ独立の父、南アメリカ解放の父、ベネズエラ独立の父[424][425][426][427]
- ビヨン・ボルグ - 現代テニスの父[428]
- アレッサンドロ・ボルタ - 電池の父[429][430]
- ルズヴィ・ホルベア - デンマーク文学の父、ノルウェー文学の父[431][432][433]
- ケネス・ホワイティング - the father of the aircraft carrier（空母の父、航空母艦の父）[434][435]
- 本多光太郎（ほんだ・こうたろう） - 鉄鋼の父[436][437]
- 本多静六（ほんだ・せいろく） - 日本の公園の父[438][439]
- ジオ・ポンティ - イタリアモダンデザインの父、イタリア建築界の父[440][441]
- ジョット・ディ・ボンドーネ - 西洋絵画の父[442]
- ポンペ・ファン・メールデルフォールト - 近代西洋医学教育の父、日本近代医学の父[443][444][445][446]